# To'o Vaega
Pas d'image ? Cliquez ici

a Compétitions nationales et continentales officielles uniquement.

b Matchs officiels uniquement.
Dernière mise à jour le 8 juin 2019.
To'o Vaega, né le 17 août 1965 à Moto'otua (Samoa), est un joueur de rugby à XV international samoan évoluant principalement au poste de centre. Sa carrière internationale avec l'équipe des Samoa s'étale sur une période de quinze ans, entre 1986 et 2001, période pendant laquelle il accumule soixante-et-une sélection et dispute trois coupes du monde.

## Biographie
To'o Vaega a trois fils, qui sont tous joueurs professionnels de rugby à XV et évoluent au poste de centre comme lui : Cardiff né en 1991, Matt né en 1994, et To'o Junior (TJ) né en 1997,.

## Carrière

### En club
To'o Vaega a commencé sa carrière professionnelle en Nouvelle-Zélande, dans le  NPC (championnat des provinces), tout d'abord avec Auckland entre 1988 et 1990, puis avec Hawke's Bay en 1991, avant un retour à Auckland en 1992. Après une période de deux ans où il joue aux Samoa avec le club de Moata'a, il joue une longue période avec Southland de 1995 à 1997. En 1996, il est retenu dans l'effectif de la franchise des Highlanders lors de la création du Super 12. Il joue treize matchs en deux saisons, et marque quatre essais.
En 1997, il s’exile en Angleterre et rejoint le club du Rugby Lions, basé dans la ville de Rugby, qui évolue en Championship (2e division anglaise) et avec qui il joue pendant deux saisons,.
En 2000, alors qu'il est âgé de 35 ans, il retourne en Nouvelle-Zélande et signe avec la franchise des Blues, avec qui il dispute une seule rencontre lors de la saison 2000,. Il dispute ensuite une saison de NPC avec Bay of Plenty,.
En janvier 2001, il rejoint en cours de saison le club anglais des Exeter Chiefs qui évolue en National League One (2e division),. Il dispute ensuite une dernière saison avec le Bracknell RFC, avant mettre un terme à sa carrière professionnelle en 2002.

### En équipe nationale
To'o Vaega obtient sa première cape internationale avec l'équipe des Samoa le 14 juin 1986 à l’occasion d’un test-match contre le pays de Galles à Apia, et sa dernière le 11 novembre 2001 contre l'Irlande à Dublin. 
Pendant cette carrière internationale longue de quinze ans, il obtient soixante-et-une sélections, dont cinquante-six comme titulaire. Cela fait de lui le deuxième joueur le capé de l'histoire de l'équipe des Samoa, derrière Brian Lima et ses soixante-quatre sélections. Il marque douze essais au international, faisant de lui le septième meilleur marqueur samoan de l'histoire, auquel s'ajoute trois pénalités et quatre transformations, portant son total de points inscrits à 71 unités,.
Il participe à trois édition de la Coupe du monde de rugby : en 1991 (4 matchs), 1995 (4 matchs) et 1999 (3 matchs). Lors de la coupe du monde 1991, la première pour les Samoa, il marque un essai décisif dans la victoire historique contre le pays de Galles à Cardiff, permettant ainsi à son équipe d’accéder aux quarts de finale. Huit années plus tard, il participe à nouveau à l'écrasante victoire samoane contre les gallois, toujours à Cardiff, lors de la coupe du monde 1999.

## Palmarès

### En club
- Vainqueur du NPC en 1988 avec Auckland.

### En équipe nationale
- 61 sélections.
- 71 points (12 essais, 3 pénalités, 4 transformations).
- Participations à la coupe du monde en 1991 (1/4 finaliste), 1995 (1/4 finaliste) et 1999 (barragiste).